# Moussa Sanogo (voetballer, 1983)
Moussa Sanogo (Abidjan, 17 maart 1983) is een Ivoriaanse voormalig profvoetballer die als aanvaller speelde.

## Carrière
Sanogo kwam via Jean-Marc Guillou van ASEC Mimosas bij KSK Beveren en speelde vervolgens bij FC Brussels, dat hem ook kort verhuurde aan Maccabi Netanya. Sanogo kwam daarna in België nog bij RAEC Mons en trok dan naar Vietnam, waar hij in 2013 met Vissai Ninh Bình FC de Beker van Vietnam won. Medio het seizoen 2014 werd die club uit competitie genomen nadat de club zelf vermoedens van matchfixing door eigen spelers aan de bond meldde. Sanogo speelde daarna nog voor voor Hoang Anh Gia Lai en sloot vervolgens zijn carrière af bij KV Woluwe-Zaventem.